# فيكرز 6 طن
دبابة فيكرز 6 طن (بالإنجليزية: Vickers 6-Ton)‏ دبابة بريطانية صممت من قبل شركة فيكرز أرمسترونغس عام 1928، ولم يقم الجيش البريطاني بشراء دبابة الفيكرز لكن أبدت العديد من الدول أهتمامها بالتصميم حيث تم تصنيعها في بولندا بترخيص تحت اسم 7 تي بي كذلك قام الاتحاد السوفييتي بإنتاج دباباته تي-26 بناء على تصميم الفيكرز 6 طن.